# Fuerza ficticia
Una fuerza ficticia (también llamada fuerza de inercia, pseudofuerza, o fuerza de d'Alembert,) es una fuerza que aparece cuando se realiza la descripción de un movimiento con respecto a un sistema de referencia no inercial, y que por tanto no corresponde a una fuerza genuina en el contexto de la descripción del movimiento del que se ocupan las leyes de Newton que están enunciadas para sistemas de referencia inerciales. 
Las fuerzas de inercia son, por tanto, términos correctivos a las fuerzas reales, que logran que se pueda aplicar de forma inalterada el formalismo de las leyes de Newton a fenómenos que se describen con respecto a un sistema de referencia no inercial.
Estas definiciones tienen gran utilidad cuando el contexto más natural o más próximo  para la descripción de un fenómeno es una entidad que sufre aceleraciones. En el importante caso particular de entidades de referencia que rotan (por ejemplo la Tierra), aparecen dos términos de fuerza ficticia que son conocidos como fuerza centrífuga y fuerza de Coriolis.
Las fuerzas ficticias desempeñan un papel primordial en la Teoría General de la Relatividad (TGR). En esta teoría la interacción gravitatoria se explica como un efecto de la deformación del espacio-tiempo debida a la presencia local de materia y/o energía. Esta deformación tiene como consecuencia que los sistemas de referencia dejan de ser inerciales.  Por ello en la TGR la fuerza gravitatoria es una fuerza de inercia.
Ejemplo

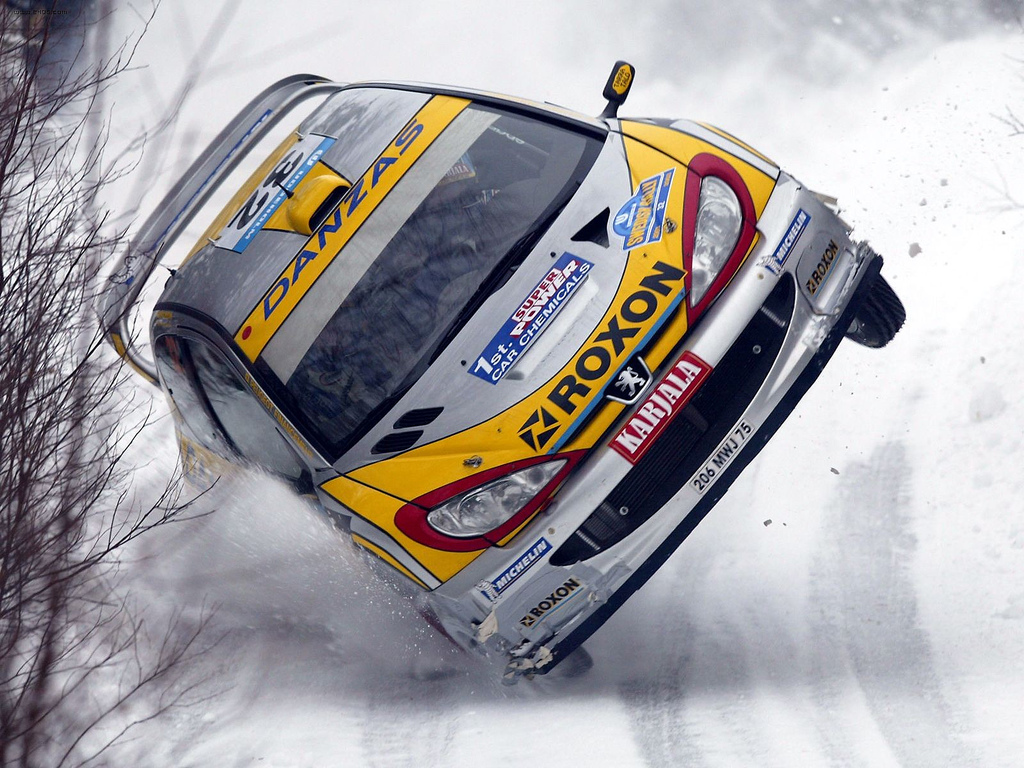
La variación de trayectoria o velocidad le sucede al coche, y el pasajero sólo sigue su inercia (mantiene su estado de movimiento).

El pasajero de un automóvil, que toma este como referencia  para medir la aceleración de su propio cuerpo, cuando el vehículo frena o describe una curva, siente una «fuerza» que le empuja hacia delante o a un lateral, respectivamente. En realidad lo que actúa sobre su cuerpo no es una fuerza, sino la inercia (causada por la velocidad de la masa) que hace que tenga tendencia a mantener la dirección y cantidad de movimiento. Si en lugar de tomar como referencia el propio automóvil (sistema de referencia no inercial) para medir la aceleración que sufren sus ocupantes, tomamos como referencia el suelo de la carretera (sistema de referencia inercial), y determinamos la trayectoria del automóvil, vemos que la variación de velocidad le sucede al coche y que el pasajero se limita a seguir su inercia según la primera ley de Newton.

## Fuerzas ficticias en mecánica newtoniana

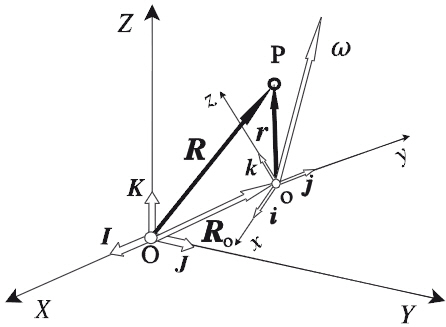
Sistemas de referencia en rotación relativa. Si el referencial XYZ es inercial, el referencial xyz será no inercial.

En un sistema de referencia no-inercial la aceleración que posee un objeto tiene componentes que no son atribuibles a fuerzas reales, a ningún agente físico. 
Así, la aceleración de una partícula en un sistema referencial fijo o absoluto {\displaystyle \mathbf {a} _{\text{F}}\,} y en un sistema referencial móvil o relativo, {\displaystyle \mathbf {a} _{\text{M}}\,}, están relacionadas mediante la expresión:

(1){\displaystyle \mathbf {a} _{\text{F}}=\mathbf {a} _{\text{M}}\ +\mathbf {a} _{\text{o}}\ +{\dot {\boldsymbol {\omega }}}\times \mathbf {r} \ +{\boldsymbol {\omega }}\times ({\boldsymbol {\omega }}\times \mathbf {r} )\ +2{\boldsymbol {\omega }}\times \mathbf {v} _{\text{M}}}

siendo:
{\displaystyle \mathbf {a} _{\text{F}}\,} la aceleración de la partícula en el referencial fijo
(aceleración absoluta).
{\displaystyle \mathbf {a} _{\text{M}}\,} la aceleración de la partícula en el referencial móvil (aceleración relativa),
{\displaystyle \mathbf {a} _{\text{o}}\,} la aceleración del origen del referencial móvil en
el referencial fijo (arrastre de traslación),
{\displaystyle {\dot {\boldsymbol {\omega }}}\times \mathbf {r} \;} la aceleración tangencial (arrastre de rotación),
{\displaystyle {\boldsymbol {\omega }}\times ({\boldsymbol {\omega }}\times \mathbf {r} )\,} la aceleración normal o centrífuga (arrastre de rotación),
{\displaystyle 2{\boldsymbol {\omega }}\times \mathbf {v} _{\text{M}};} la aceleración complementaria o aceleración de Coriolis.
Si observamos el movimiento de la partícula desde el referencial acelerado (no-inercial), deberemos ser capaces de escribir correctamente las ecuaciones del movimiento en ese mismo referencial. Esto es, deberemos conocer la forma del producto {\displaystyle m\mathbf {a} _{\text{M}}\,} en ese referencial, siendo {\displaystyle m\,} la masa de la partícula.
Es conveniente comenzar escribiendo la ecuación del movimiento en un referencial inercial; esto es,

(2){\displaystyle \mathbf {F} =m\mathbf {a} _{\text{F}}\,}

donde {\displaystyle \mathbf {F} \,} es la resultante de las fuerzas reales que actúan sobre la partícula y {\displaystyle \mathbf {a} _{\text{F}}} es la aceleración de dicha partícula respecto al referencial inercial. Como no siempre será posible medir esa aceleración, sustituiremos en [2] el valor de {\displaystyle \mathbf {a} _{\text{F}}} dado por [1]:

(3){\displaystyle \mathbf {F} =m\mathbf {a} _{\text{M}}\ +m\mathbf {a} _{\text{o}}\ +m{\dot {\boldsymbol {\omega }}}\times \mathbf {r} \ +m{\boldsymbol {\omega }}\times ({\boldsymbol {\omega }}\times \mathbf {r} )\ +2m{\boldsymbol {\omega }}\times \mathbf {v} _{\text{M}}}

de donde podemos obtener la ecuación del movimiento en el referencial no-inercial sin más que aislar en el segundo miembro el término {\displaystyle m\mathbf {a} _{\text{M}}\,}, esto es,

(4){\displaystyle \mathbf {F} \ -m\mathbf {a} _{\text{o}}\ -m{\dot {\boldsymbol {\omega }}}\times \mathbf {r} \ -m{\boldsymbol {\omega }}\times ({\boldsymbol {\omega }}\times \mathbf {r} )\ -2m{\boldsymbol {\omega }}\times \mathbf {v} _{\text{M}}=m\mathbf {a} _{\text{M}}}

de modo que a la fuerza real {\displaystyle \mathbf {F} \,} hay que añadirle unas fuerzas ficticias o inerciales que aparecen en los referenciales acelerados en razón de su falta de inercialidad. La
fuerza ficticia total en el referencial no-inercial es

(5){\displaystyle \mathbf {F} _{\text{inercia}}\ =\ -m\mathbf {a} _{\text{o}}\ -m{\dot {\boldsymbol {\omega }}}\times \mathbf {r} \ -m{\boldsymbol {\omega }}\times ({\boldsymbol {\omega }}\times \mathbf {r} )\ -2m{\boldsymbol {\omega }}\times \mathbf {v} _{\text{M}}}

y la fuerza efectiva que actúa sobre la partícula, desde el punto de vista del observador no-inercial, es la suma de la fuerza o fuerzas reales y de la fuerza ficticia o inercial total. De este modo, podemos escribir la ecuación del movimiento en el referencial no-inercial en forma análoga a como se escribe en el referencial inercial, esto es

(5){\displaystyle \mathbf {F} _{\text{M}}=m\mathbf {a} _{\text{M}}}

con

(6){\displaystyle \mathbf {F} _{\text{M}}=\mathbf {F} +\mathbf {F} _{\text{inercia}}}

En la expresión de la fuerza ficticia total aparecen cuatro términos, o sea, cuatro fuerzas inerciales, relacionadas con las aceleraciones {\displaystyle \mathbf {a} _{\text{o}}\,}, {\displaystyle \mathbf {a} _{\text{t}}\,}, {\displaystyle \mathbf {a} _{\text{n}}\,}, y {\displaystyle \mathbf {a} _{\text{C}}\,}, respectivamente. La primera de estas fuerzas inerciales está relacionada con el movimiento de traslación acelerado del referencial móvil respecto al fijo, y será nula, evidentemente, si el origen del referencial móvil está en reposo en el referencial fijo o se mueve con velocidad constante en él. La segunda de estas fuerzas no recibe ningún nombre especial y sólo aparece en los referenciales en rotación no uniforme; la tercera y cuarta, reciben los nombres de fuerza centrífuga y de fuerza de Coriolis, respectivamente. Estas dos fuerzas son de gran importancia cuando las observaciones se realizan desde un referencial ligado a la Tierra (en rotación) y están asociadas con la desviación de la plomada y de la trayectoria de proyectiles de gran alcance.
Vemos que la "aparición" de las fuerzas de inercia se debe a una simple operación algebrica consistente en cambiar de miembro cuatro términos en la expresión (3) para pasar a la (4). Esos términos que representaban productos de componentes de la aceleración por la masa de la partícula, al cambiarlos de miembro "adquieren" la categoría de fuerzas, sin serlo, ya que no representan interacción alguna. De ahí que sean fuerzas ficticias o falsas.
En mecánica newtoniana, la ecuación fundamental del movimiento {\displaystyle \mathbf {F} =m\mathbf {a} \,} sólo es de aplicación en sistemas de referencia inerciales. Cuando resulta útil, conveniente o inevitable tratar un problema en un sistema de referencia no-inercial, para mantener la aplicabilidad de dicha ecuación debemos considerar junto con las fuerzas reales las fuerzas ficticias o de inercia asociadas con la no-inercialidad del sistema de referencia.

## Fuerzas ficticias en mecánica lagrangiana
La formulación lagrangiana de la mecánica clásica tiene la virtud de que es aplicable sin modificaciones a sistemas no inerciales. En mecánica lagrangiana puede darse una definición
intrínseca de sistema inercial: «Un sistema es no inercial cuando la derivada temporal del momento generalizado, no depende de las velocidades.»
Las fuerzas ficticias son siempre términos dependientes de las velocidades, así dado un sistema de coordenadas generalizadas cualquiera las fuerzas ficticias asociadas. El cálculo de las fuerzas ficticias, es muy sencillo usando la formulación lagrangiana, para ilustrarlo, consideremos un sistema no-inercial usado para describir el movimiento de una partícula de masa m. Su lagrangiano será igual a la energía cinética que puede escribirse como:

{\displaystyle L(x,{\dot {x}})=\sum _{i,j=1}^{n}{\frac {m}{2}}g_{ij}(x){\dot {x}}^{i}{\dot {x}}^{j}}

Introduciendo este lagrangiano en las ecuaciones del movimiento de Euler-Lagrange

{\displaystyle {\partial L \over \partial x^{k}}-{d \over dt}{\partial L \over \partial {\dot {x}}^{k}}={\sum _{i,j=1}^{n}\left({\frac {m}{2}}{\frac {\partial g_{ij}}{\partial x^{k}}}{\dot {x}}^{i}{\dot {x}}^{j}\right)}-{d \over dt}\sum _{j=1}^{n}\left(mg_{kj}{\dot {x}}^{j}\right)=0}

La ecuación anterior de hecho puede, usando la simetría del tensor métrico y usando la definición de los símbolos de Christoffel se comprueba que las fuerzas ficticias son proporcionales a estas cantidades:

(*){\displaystyle m{\ddot {x}}^{k}+\sum _{i,j=1}^{n}m\Gamma _{ij}^{k}{\dot {x}}^{i}{\dot {x}}^{j}=ma^{k}+F_{fict}^{k}=0}

Donde se han definido los símbolos de Christoffel como a partir de las derivadas del tensor métrico y el tensor inverso del tensor métrico:
{\displaystyle \Gamma _{ij}^{k}:={\frac {1}{2}}\sum _{p=1}^{n}g^{kp}\left({\frac {\partial g_{pj}}{\partial x^{i}}}+{\frac {\partial g_{ip}}{\partial x^{j}}}-{\frac {\partial g_{ij}}{\partial x^{p}}}\right)}
{\displaystyle g^{ik}g_{kj}=g_{jk}g^{ki}=\delta _{j}^{i}}
Puede verse claramente como la fuerza ficticia aparece automáticamente en el formalismo de Lagrange cuando se usa un sistema de coordenadas no cartesianas. En un sistema de referencia inercial asociado a un sistema de coordenadas cartesianas los símbolos de Christoffel se anulan, lo cual equivale a que en dicho sistema no hay que considerar fuerzas ficticias y la ecuación de Euler-Lagrange del movimiento se reduce a la segunda ley de Newton.

## Fuerzas ficticias en la mećanica relativista
En la teoría de la relatividad general debida al requerimiento explícito de que la forma de las ecuaciones sea explícitamente forminvariante en todos los sistemas de coordenadas físicamente admisibles, la segunda ley de Newton tiene ya la forma adecuada que incorpora el efecto de lo que en mecánica newtoniana se consideran fuerzas ficticias. Por tanto en relatividad general no se habla de fuerzas ficticias. La versión relativista de la segunda ley de Newton es:

{\displaystyle m{\frac {\partial ^{2}x^{k}}{\partial \tau ^{2}}}+m\sum _{i,j=1}^{n}\Gamma _{ij}^{k}{\frac {\partial x^{i}}{\partial \tau }}{\frac {\partial x^{j}}{\partial \tau }}=F^{k}}

Donde se han empleado los símbolos de Christoffel y las derivadas se realizan respecto al tiempo propio de la partícula.